# Sandviks församling
Sandviks församling var en församling i Västbo kontrakt, Växjö stift och Gislaveds kommun. Församlingen uppgick 1995 i Burseryds församling. 
Församlingskyrka var Sandviks kyrka.

## Administrativ historik
Församlingen har medeltida ursprung. Församlingen uppgick 1 januari 1995 i Burseryds församling.
Församlingskod var 066211.

### Pastorat
- Till 1 maj 1921: Annexförsamling i pastoratet Burseryd, Bosebo och Sandvik.
- 1 maj 1921 till 1 januari 1962: Annexförsamling i pastoratet Burseryd och Sandvik.
- 1 januari 1962 till 1 januari 1995: Annexförsamling i pastoratet Burseryd, Gryteryd, Södra Hestra och Sandvik.[3]